# Max-Weber-Platz (metrostation)
Max-Weber-Platz is een metrostation in de wijk Haidhausen van de Duitse stad München. Het station werd geopend op 27 oktober 1988 en wordt bediend door de lijnen U4 en U5 van de metro van München.
Het metrostation is vernoemd naar het gelijknamige plein dat is vernoemd naar Max Weber (socioloog).